# Douba
Pour les articles homonymes, voir Duba.
Douba est petit village de la commune de Hanif, daïra de M'chedallah située sur le flanc sud du Djurdjura dans la wilaya de Bouira, Algérie.